# Tugujaya
Tugujaya is een bestuurslaag in het regentschap Kota Tasikmalaya van de provincie West-Java, Indonesië. Tugujaya telt 11.335 inwoners (volkstelling 2010).